# 오른발 에비던스
〈오른발 에비던스〉(右足エビデンス)는 후지타 나나의 첫번째 솔로 싱글이다.

## 개요
일본의 여성 아이돌 그룹 AKB48의 멤버 후지타 나나의 첫번째 솔로 싱글이다.

## 배경
- 2015년 9월 16일에 개최된 《제6회 AKB48 그룹 가위바위보 대회》에서 우승하여 우승 특전으로 주어진 솔로 데뷔 싱글이다.
- 가위바위보 2위부터 16위까지의 멤버는 솔로 싱글 커플링곡에 참가하였다.

## 수록곡
CD
1. 右足エビデンス / 오른발 에비던스
(작사: 아키모토 야스시 / 작곡: 스가이 타츠지 / 편곡: 사사키 유타카)
2. 君は今までどこにいた? / 너는 지금까지 어디에 있었어?
(작사: 아키모토 야스시 / 작곡: 타나비키 타츠야 /편곡: 와카타베 마코토)
3. 右足エビデンス off vocal ver.
4. 君は今までどこにいた? off vocal ver.

DVD
1. 右足エビデンス
2. 君は今までどこにいた?
3. AKB48 그룹 뒤에서 가위바위보 대회 2015

## 선발 멤버

### 오른발 에비던스
- 후지타 나나

### 너는 지금까지 어디에 있었어?
(센터: 나카니시 치요리)
- 나카니시 치요리, 니시노 미키, 키자키 유리아, 사토 키아라, 이이노 미야비, 요코야마 유이, 아이가사 모에, 아베 메이, 죠니시 케이, 요코시마 아에리, 노무라 나오, 콘도 모에리, 코지마 나츠키, 와타나베 미유키, 후쿠오카 세이나